# ベンゾチオフェン
ベンゾチオフェン（Benzothiophene）は、分子式 C8H6S の複素環式化合物である。自然界では、褐炭に多く含まれている。家庭で使われることは無く、専ら工業や研究用である。

## 用途
複素環式化合物であるベンゾチオフェンは、生物体に影響する化合物の合成材料として研究によく使われる。例えばベンゾチオフェン構造を持つ薬品には、ラロキシフェン（Evista）、ジレウトン（Zyflo）そしてセルタコナゾール（Ertaczo）がある。また、チオインディゴ染料の合成にも使われる。